# Malson a Elm Street. L'origen
Malson a Elm Street. L'origen (títol original en anglès, A Nightmare on Elm Street) és una pel·lícula slasher sobrenatural estatunidenca de 2010 dirigida per Samuel Bayer (en el seu debut com a director), escrita per Wesley Strick i Eric Heisserer, i protagonitzada per Jackie Earle Haley, Kyle Gallner, Rooney Mara, Katie Cassidy, Thomas Dekker, i Kellan Lutz. Produïda per Michael Bay i Platinum Dunes, és una nova versió de la pel·lícula homònima de Wes Craven de 1984, així com la novena entrega general de la franquícia Malson a Elm Street. La pel·lícula està ambientada en una ciutat fictícia d'Ohio i se centra al voltant d'un grup d'adolescents que viuen en un carrer que són perseguits i assassinats en els seus somnis per un home desfigurat anomenat Freddy Krueger. Els adolescents descobreixen que tots comparteixen un vincle comú de la seva infància que els converteix en objectius de Krueger. S'ha doblat i subtitulat al català.
Originalment, havia de seguir el mateix disseny que l'altra versió de Platinum Dunes, Friday the 13th, on els guionistes van agafar els millors elements de cadascuna de les pel·lícules de la sèrie original i van crear una única història amb ells. Finalment, van decidir utilitzar la història original de Craven, però van intentar crear una pel·lícula més terrorífica. Amb aquesta finalitat, van decidir eliminar el Freddy, que s'havia tornat menys espantós i més còmic al llarg dels anys, i recuperar la seva naturalesa més fosca. Els guionistes van desenvolupar el personatge per ser un abusador de nens, cosa que Craven volia fer originalment el 1984, però que va canviar a un assassí de nens. L'aspecte físic de Freddy es va canviar amb l'ús d'imatges generades per ordinador per apropar-se més a la d'una víctima de cremades.
A causa de les experiències positives que els productors de Platinum Dunes van tenir a la zona, Malson a Elm Street. L'origen es va rodar principalment a Illinois. Craven va expressar el seu malestar quan no se'l va consultar sobre el projecte. Robert Englund, que va interpretar Freddy a les vuit pel·lícules anteriors, va expressar el seu suport a la nova versió i al càsting de Haley en el paper de Freddy.
Malson a Elm Street. L'origen es va estrenar a Hollywood el 27 d'abril de 2010 i es va estrenar en cinemes a Amèrica del Nord el 30 d'abril de 2010 a càrrec de Warner Bros. Pictures i New Line Cinema. Malgrat les crítiques negatives, la pel·lícula va recaptar més de 63 milions de dòlars a la taquilla nacional i 117,7 milions de dòlars a tot el món, la qual cosa la converteix en la pel·lícula més taquillera de la franquícia.